# Marcin Leopold Zamoyski
Marcin Leopold Zamoyski herbu herbu Jelita (ur. w 1681 w Zamościu, zm. 28 marca 1718 roku) – starosta bolimowski.
Był synem Marcina. Studiował na Uniwersytecie w Ingolstadt w 1697 roku. W 1705 roku potwierdził pacta conventa Stanisława Leszczyńskiego.